# تری‌یدید فسفر
تری‌یدید فسفر (به انگلیسی: Phosphorus triiodide) با فرمول شیمیایی PI۳ یک ترکیب شیمیایی است. که جرم مولی آن ۴۱۱٫۶۸۷۱۷ g/mol می‌باشد. شکل ظاهری این ترکیب، جامد بلوری سفید است.